# Alken-Maes

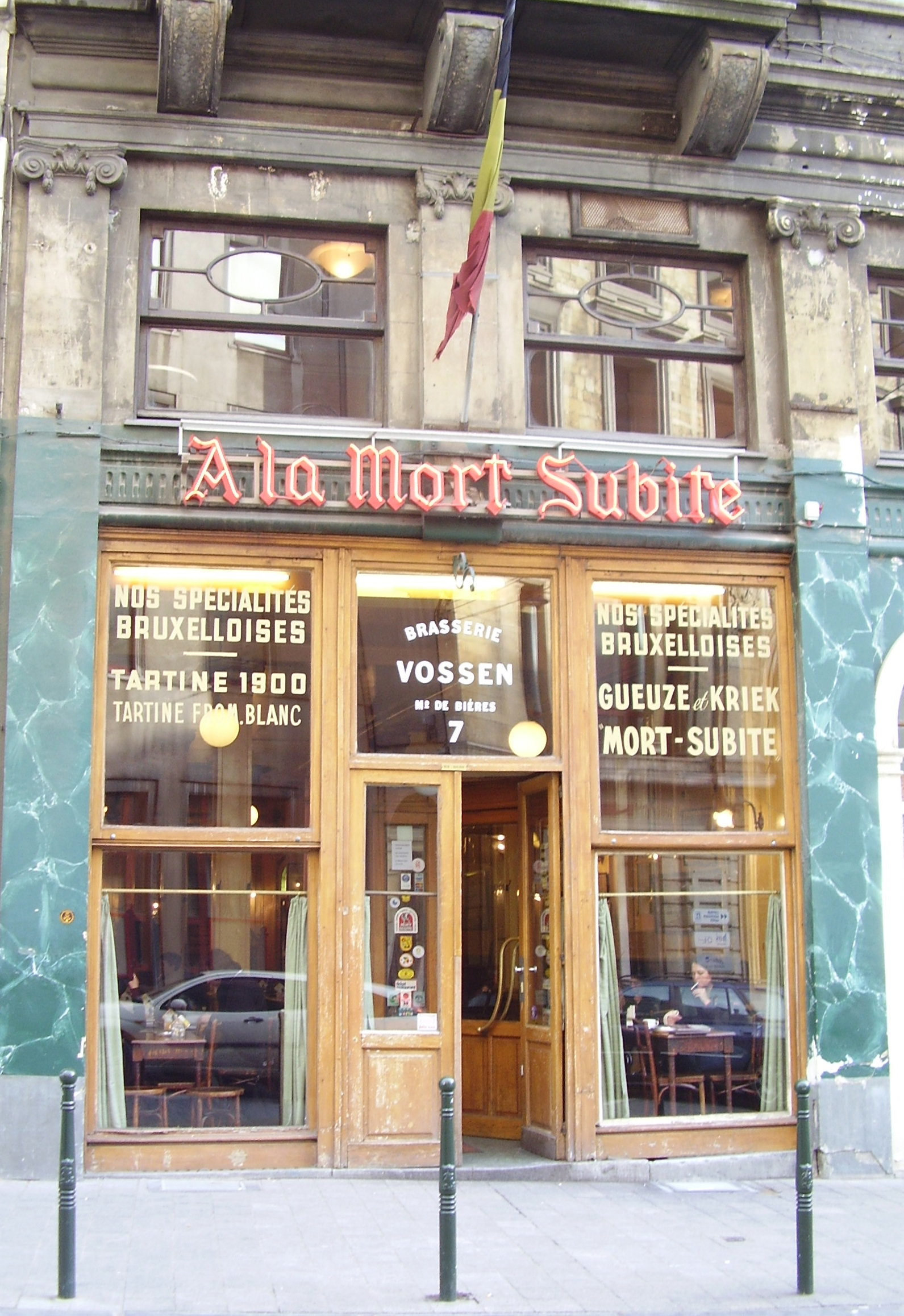
A la Mort Subite

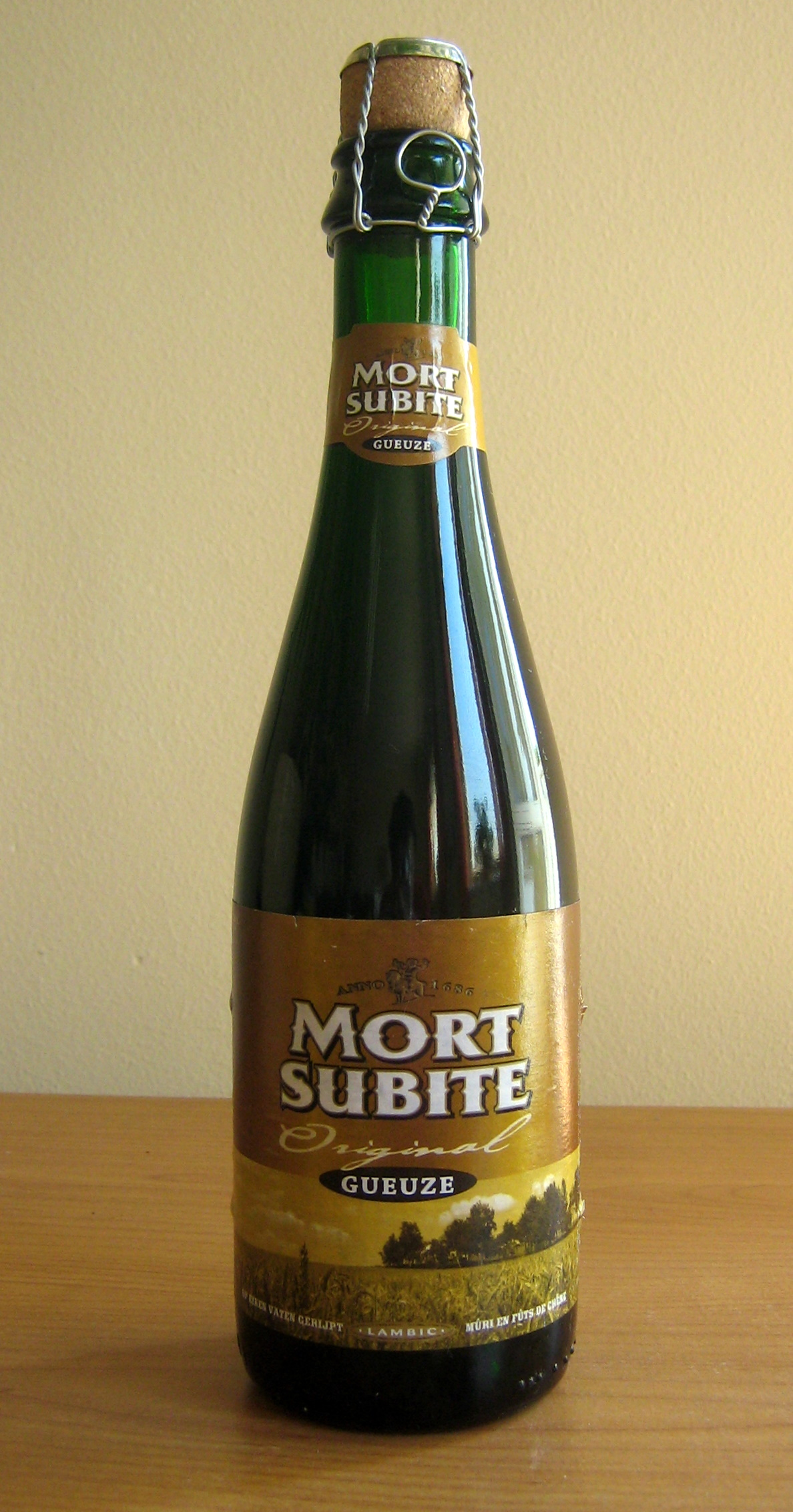
Mort Subite w stylu gueuze

Alken-Maes – belgijska grupa piwowarska powstała z połączenia dwóch mniejszych browarów Maes w Waarloos i Alken. W 2000 r. grupa przejęta została przez browar Scottish & Newcastle, który z kolei w 2007 r. kupiło konsorcjum Carlsberg and Heineken.

## Historia
W 1988 r. dwa małe, belgijskie browary Maes w Waarloos i Alken połączyły się tworząc niewielką grupę Aleken-Maes. Oba browary specjalizowały się głównie w pilznerach, warząc swoje sztandarowe pilsy: Maes i Alken Cristal. W 1978 r. Maes kupił browar Union, który m.in. warzył piwo Grimbergen. Po połączeniu Alken-Maes kontynuował zakup nowych browarów, by rozszerzać swoją ofertę piwną. W 1989 r. grupa nabyła 50% udziałów w browarze De Keersmaeker, który specjalizował się w piwach fermentacji spontanicznej, posiadając w swojej ofercie piwo Mort Subite. W 2000 r. grupa wykupiła Ciney & Brugs Witbier jak również pozostałe 50% udziałów w De Keersmaeker. W tym samym roku Alken-Maes przejęła kompania Scottish & Newcastle. W 2002 r. kupiła ona browar Louwaege z Kortemark warzący m.in. piwa Louwaeges Kriek i Hapkin górnej fermentacji. Tym samym Alken-Maes został drugą grupą piwowarską na rynku belgijskim. W 2007 r. wykupiony został przez konsorcjum Carlsberg/Heineken.

## Produkty
- Pils: Maes pils, Cristal, Kronenbourg 1664
- Ciemne belgijskie: Zulte, Judas, Brown Ciney, Special Ciney
- Złote belgijskie: Blond Ciney, Hapkin
- Piwa klasztorne: Affligem, Grimbergen (blond, Trippel, Optimo Bruno, Dubbel, Cuvée de l'Ermitage)
- Pszeniczne: Brugs
- Piwa fermentacji spontanicznej: Mort Subite (gueuze, lambiki owocowe: framboise, Louwaeges Kriek
- Lager: Foster's
- Piwa niskoalkoholowe: Maes Nature, Tourtel (bezalkoholowe)

## Mort Subite
Mort Subite to wspólna nazwa serii piw warzonych przez browar De Keersmaeker w stylu belgijskiego lambika. Nazwa w tłumaczeniu na jęz. polski oznacza „nagłą śmierć”, a wywodzi się od brukselskiej piwiarni À la Mort Subite. Jest to niewielki lokal, ok. 100-120 m² urządzony w stylu fin de siècle. Piwiarnię tę założył w 1910 r. Theophile Vossen pod pierwotną nazwą "La Cour Royale" mieszczącą się na rogu ulic rue d'Assault i rue de la Montagne. Stałymi gośćmi lokalu byli klienci pobliskiego Narodowego Banku Belgii finansiści, maklerzy, kasjerzy i.in. Często spotykali się oni w La Cour Royale grając w Pietjesbak, dawną odmianę gry w kości. Osoba, która odpadała z gry określana była mianem „martwy”, natomiast ostatnia partia, często rozgrywana w pośpiechu przed powrotem do stałych obowiązków nazywano Mort Subite – szybka śmierć. Sformułowanie to było tak popularne wśród gości lokalu, że właściciel T. Vossen zdecydował się na zamianę jego nazwy na A la Mort Subite. W 1928 r. przeniósł on piwiarnię na ulicę rue Montagne-aux-Herbes Potagères 7. W 1970 r. rodzinny browar De Keersmacker kupił słynny brukselski pub i nadał wytwarzanym przez siebie piwom jego nazwę.